# 维耶勒纳沃德纳瓦朗克斯
维耶勒纳沃-德纳瓦朗克斯（法語：Viellenave-de-Navarrenx，法語發音：[vjɛlnav də navaʁɛ̃ks]，意为“纳瓦朗克斯的维耶勒纳沃”）是法国大西洋比利牛斯省的一个市镇，属于奥洛龙-圣玛丽区。

## 地理
维耶勒纳沃-德纳瓦朗克斯（43°20'58"N, 0°47'35"W）面积5.68 平方千米，位于法国新阿基坦大区大西洋比利牛斯省，该省份为法国东南部省份，涵盖了贝阿恩与北巴斯克，西临大西洋比斯開灣，北至朗德省，东北接热尔省，东临上比利牛斯省，南与西班牙接壤。

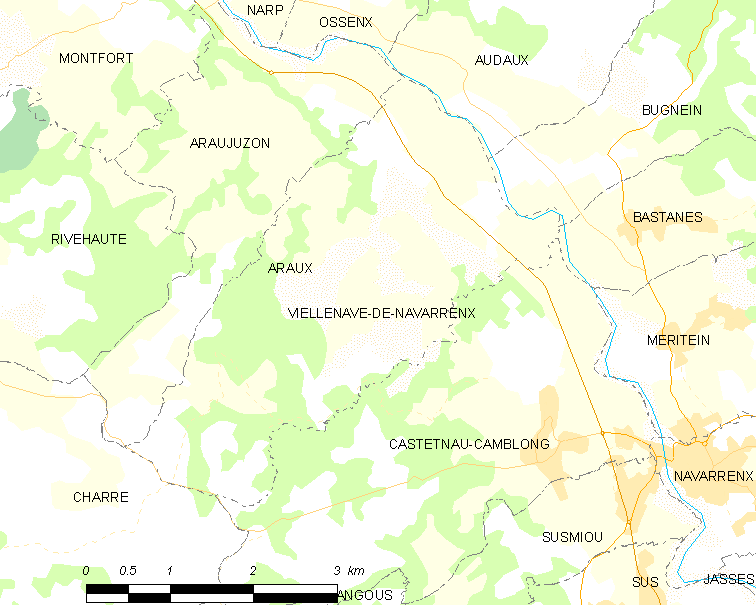
维耶勒纳沃-德纳瓦朗克斯的OSM定位图

与维耶勒纳沃-德纳瓦朗克斯接壤的市镇（或旧市镇、城区）包括：阿罗、欧多克斯、巴斯塔内斯、比年、卡斯泰特诺-康布隆、沙尔。
维耶勒纳沃-德纳瓦朗克斯的时区为UTC+01:00、UTC+02:00（夏令时）。

## 行政
维耶勒纳沃-德纳瓦朗克斯的邮政编码为64190，INSEE市镇编码为64555。

## 政治
维耶勒纳沃-德纳瓦朗克斯所属的省级选区为贝阿恩中心县。

## 人口
维耶勒纳沃-德纳瓦朗克斯于2022年1月1日时的人口数量为162人。

1962-2008年间维耶勒纳沃-德纳瓦朗克斯人口变化图示